# CEACAM6
CEACAM6 (англ. Carcinoembryonic antigen-related cell adhesion molecule 1 (non-specific cross reacting antigen); CD66c) — гликопротеин семейства раково-эмбриональных антигенов (CEA), продукт гена человека CEACAM6.

## Функции
Белок играет роль в Ca2+-зависимой и фибронектин-независимой клеточной адгезии, клеточной миграции и связывании патогенов. Опосредует как гомофильную, так и гетерофильную клеточную адгезию с другими белками группы CEA, такими как CEACAM5 и CEACAM8. Гетерофильное взаимодействие с CEACAM8 происходит в активированных нейтрофилах. Играет роль в стимулировании прогрессировании опухоли. Играет роль в адгезии нейтрофилов к цитокин-активированным эндотелиальным клеткам. Позитивно регулирует клеточную миграцию, клеточную адгезию к эндотелиальмым клеткам и клеточную инвазивность. 

## Тканевая локализация
CEACAM8 экспрессирован на нейтрофилах, на цилиндрическом эпителии и бокаловидных клетках толстого кишечника.